# Benkt Norelius
Benkt Rudolf Norelius (Umeå, 1886. április 26. – Linköping, 1974. november 30.) olimpiai bajnok svéd tornász.
Részt vett az 1912. évi nyári olimpiai játékokon, és tornában a svéd rendszerű csapat összetettben aranyérmes lett.
Klubcsapata a Norrköpings GF volt.